# Triangolo del fuoco

Il triangolo del fuoco

Il triangolo del fuoco è una rappresentazione visiva del processo chimico-fisico della combustione.

## Triangolo del fuoco oppure croce del fuoco
I lati del triangolo rappresentano i tre elementi necessari per la combustione:
- combustibile: qualsiasi sostanza capace di infiammarsi, organica o inorganica
- comburente: usualmente l'ossigeno
- fonte d'innesco: sorgente che apporta calore al sistema

Quando uno dei tre elementi della combustione viene a mancare, questa non avviene o se già in atto, si estingue. Quindi per ottenere lo spegnimento dell'incendio si può ricorrere ai seguenti sistemi:
- esaurimento del combustibile: allontanamento o separazione della sostanza combustibile dal focolaio dell'incendio;
- soffocamento: separazione del comburente dal combustibile o riduzione della concentrazione del comburente in aria;
- raffreddamento: sottrazione del calore fino a ottenere una temperatura inferiore a quella necessaria al mantenimento della combustione.

## Tetraedro di incendio

Tetraedro di incendio

Le reazioni a catena possono essere considerate il quarto elemento della combustione.
La formazione di radicali liberi determina la continuità nell'emissione delle fiamme e del calore senza cui il fenomeno non può avvenire, pertanto in questa condizione si parla di tetraedro di incendio.